# Châtillon-le-Roi

Châtillon-le-Roi este o comună în departamentul Loiret din centrul Franței. În 1 ianuarie 2022 avea o populație de 275 de locuitori.